# Cải thảo
Bắp cải thảo còn được gọi là cải bao, cải cuốn, cải bắp tây (danh pháp ba phần: Brassica rapa subsp. pekinensis), là phân loài thực vật thuộc họ Cải ăn được có nguồn gốc từ Trung Quốc, được sử dụng rộng rãi trong các món ăn ở Đông Nam Á và Đông Á. Loài thực vật này trồng nhiều ở Trung Quốc, Hàn Quốc, Nhật Bản, Việt Nam... nhưng cũng có thể bắt gặp ở Bắc Mỹ, châu Âu, Úc, New Zealand.
Cải thảo có màu sắc khá giống với cải bắp, phần lá bao ngoài của màu xanh đậm, còn lá cuộn ở bên trong (gọi là lá non) có màu xanh nhạt, trong khi phần cuống lá có màu trắng.
Ở Hàn Quốc, cải thảo được gọi là baechu (배추) và là nguyên liệu chính làm món kim chi.

## Tên gọi
Cái tên "nappa" (từ tiếng Anh của cải thảo là napa cabbage) xuất phát từ Nhật Bản khi người dân ở đây dùng cái tên đó để ám chỉ lá của loại rau được dùng nhiều nhất là làm thức ăn cho người.
Hầu như khắp thế giới đều gọi cải thảo là Chinese cabbage ("cải bắp Trung Quốc"). Loại rau này cũng có những tên khác như sui choy, "cần tây", "lá Trung Quốc"' (cách gọi này là của Anh Quốc), wong bok, won bok (những cách gọi là của người New Zealand), wombok (cách gọi của người Úc và người Philippines).

## Hình ảnh

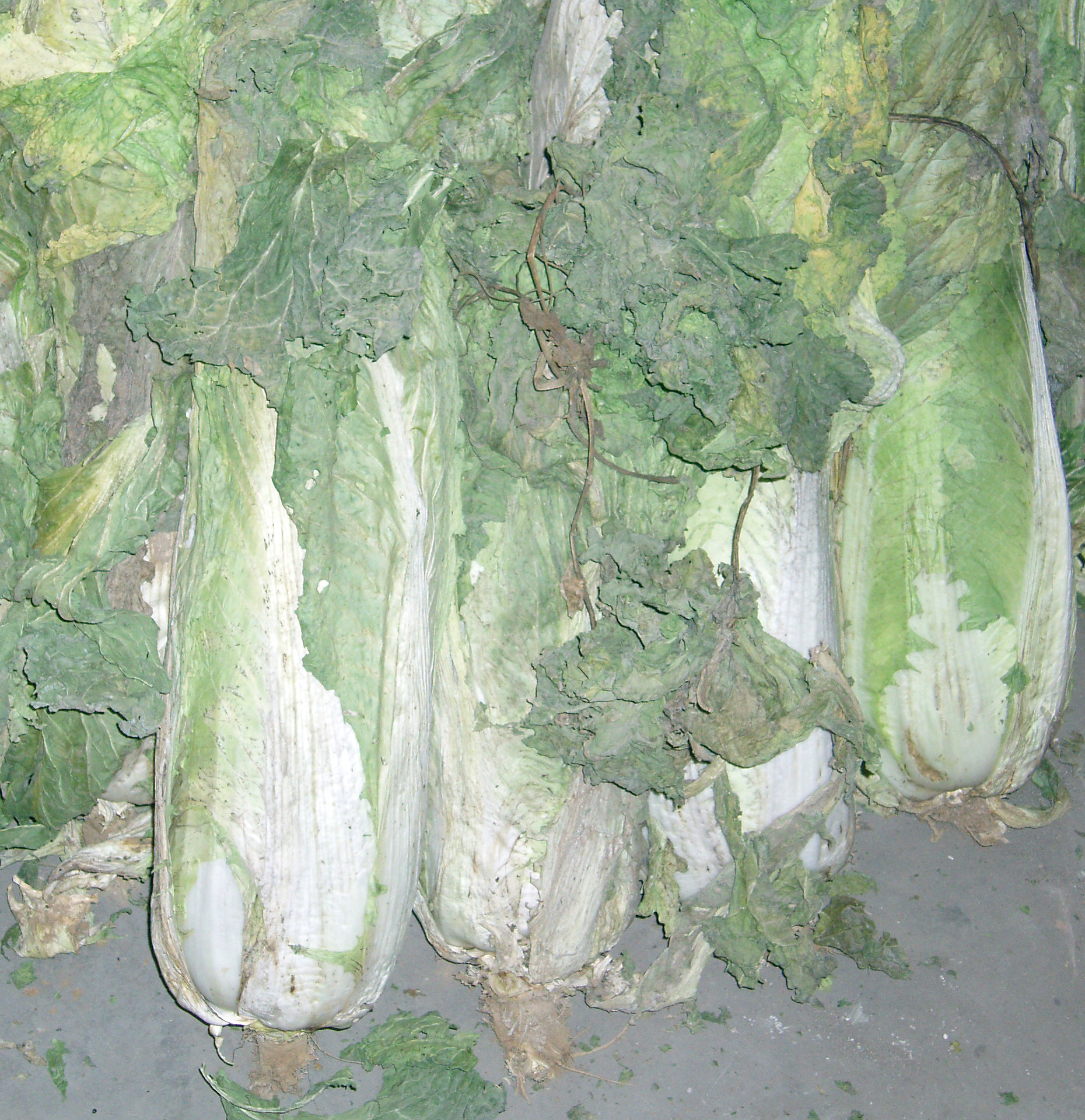
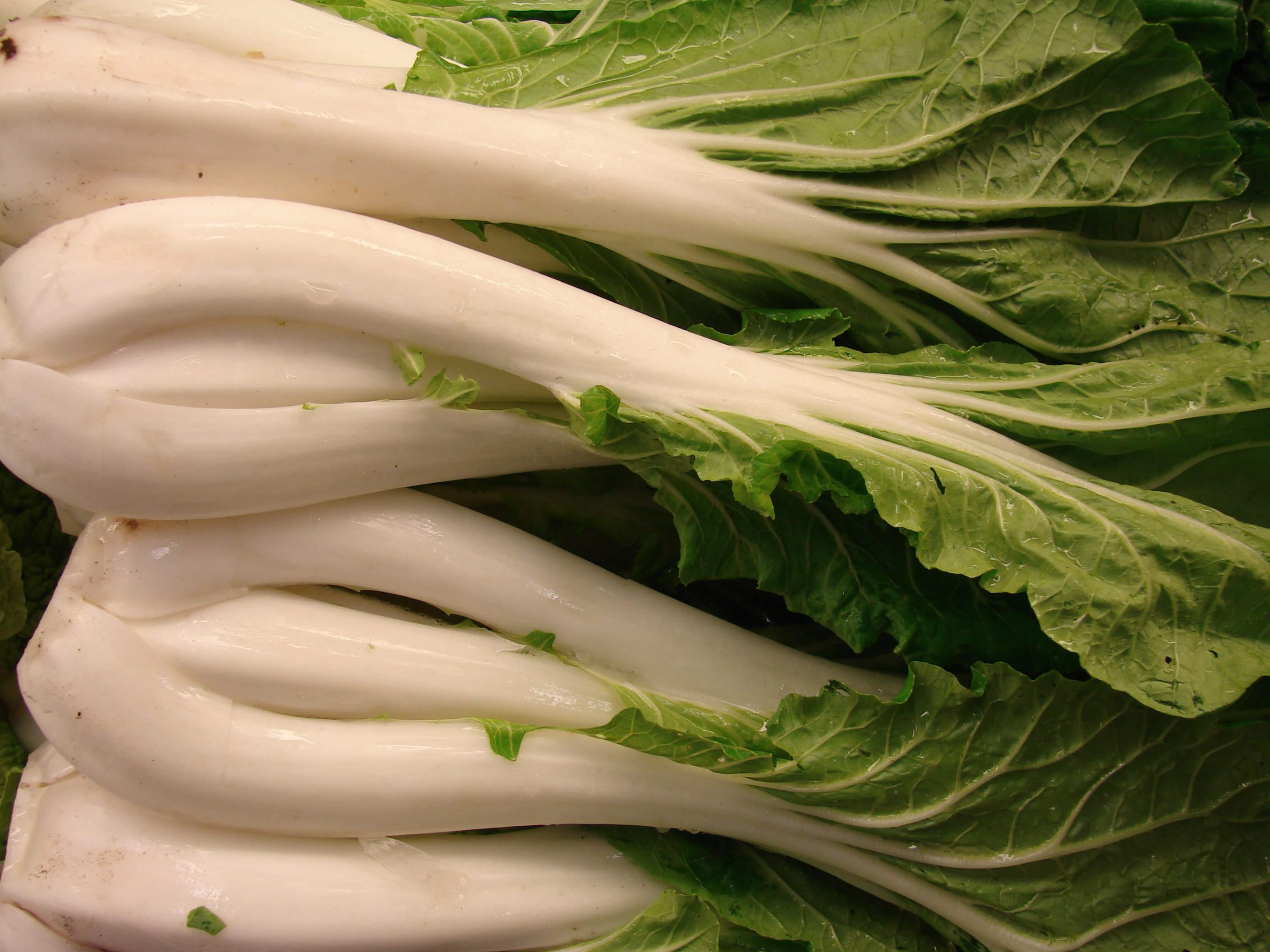
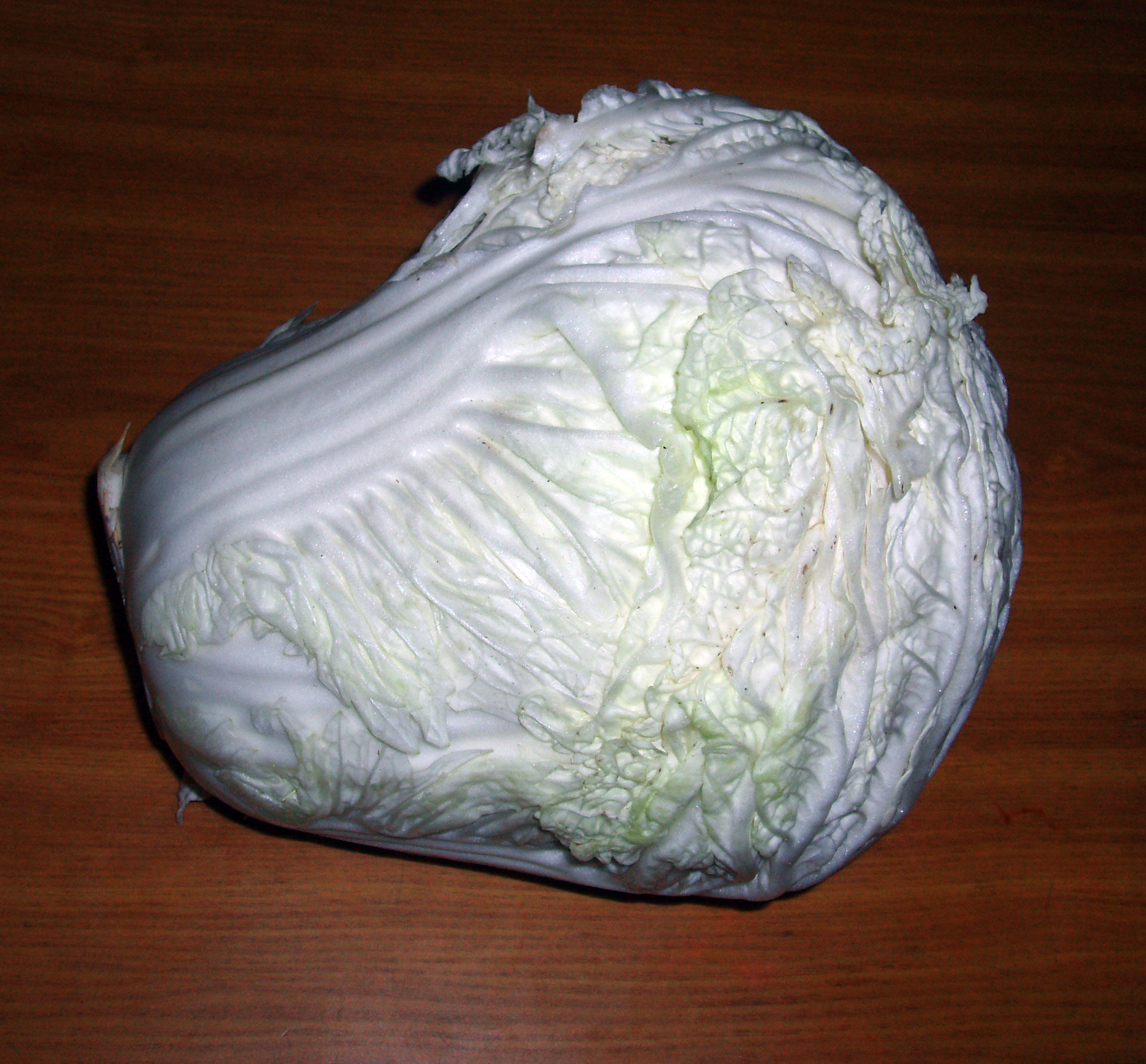
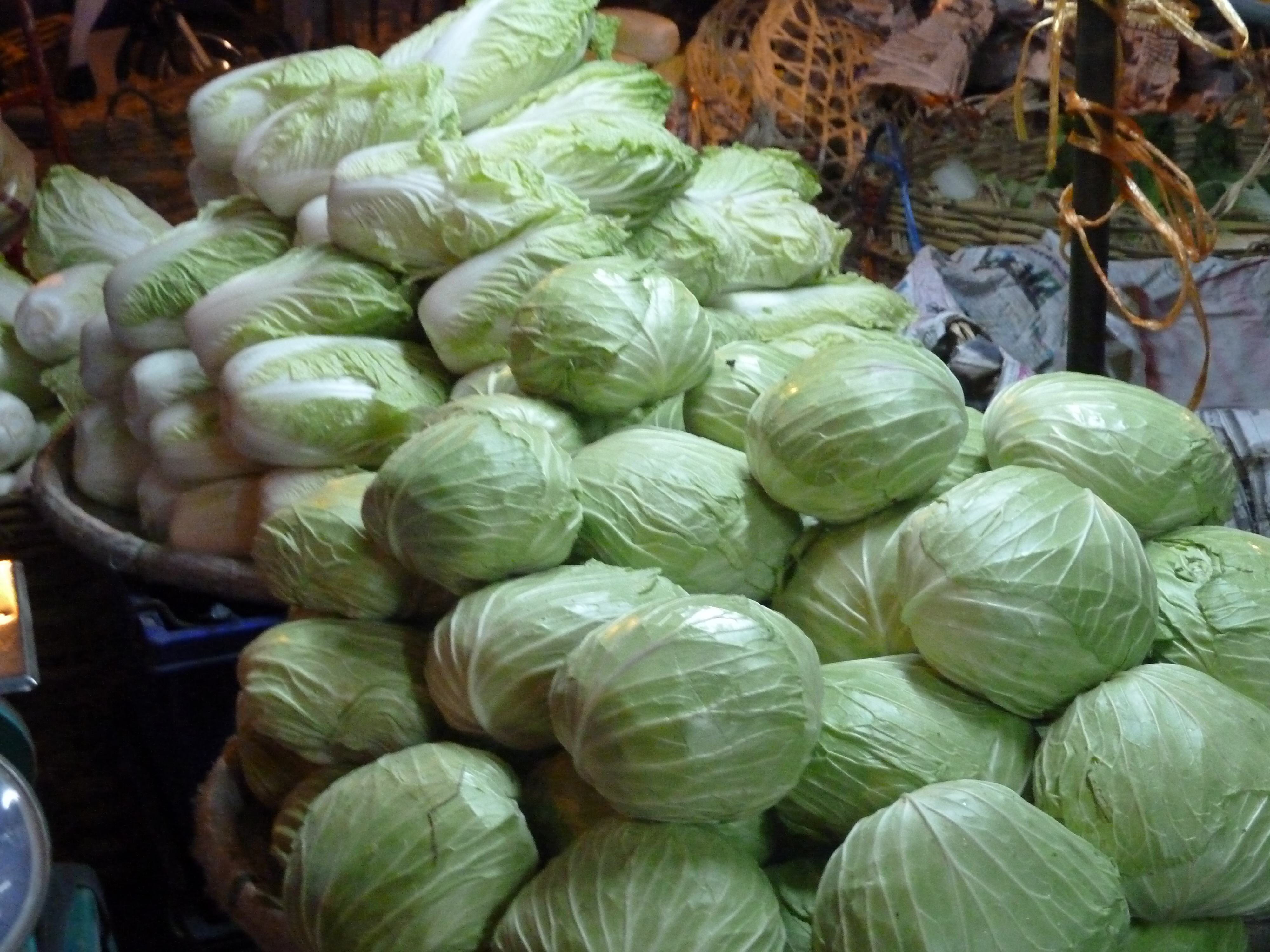